# Burgan
Burgan, situato in Kuwait, è il secondo giacimento di petrolio convenzionale mondiale per grandezza, dopo Ghawar in Arabia saudita.
È stato scoperto nel 1938, e rappresenta la prima scoperta di petrolio nel paese. La produzione è cominciata appena dopo la Seconda guerra mondiale, per arrivare a un Mbbls/g (un milione di barili al giorno) nel 1955, poi due nel 1968, e un picco a 2,41 nel 1972, quantità che non sarà più uguagliata. Si parla spesso della zona "Great Burgan", includendo anche i giacimenti di Al-Magwa e Al-Ahmadi.
Secondo un documento pubblicato a gennaio 2006 da Petroleum Intelligence Weekly (PIW), il giacimento possedeva 88 Gbbls di riserve prima dell'inizio dello sfruttamento. Di questo volume, « almeno » 26,5 Gbbls sono già stati estratti (o bruciati durante la Guerra del Golfo del 1991), rimangono 15 Gbbls di riserve provate e 5,3 di riserve probabili. Ciò corrisponde ad un tasso di recupero del 47 % minimo e 53 % massimo, tasso più alto della media, ma normale per un giacimento di questo tipo (enormi riserve, petrolio molto fluido, riserva molto permeabile).
Si arriverebbe dunque ad un tasso di produzione finale dai 41 ai 46 Gbbls, inferiore alla quantità di 60 Gbbls tradizionalmente data. La produzione attuale della zona (Great Burgan) è di circa 1,6 Mbbls/g. Tra qualche anno, la KOC (compagnia nazionale) pensa di accrescerla fino a 2 Mbbls/g, ma un livello di 1,7 appare il massimo «sostenibile». Secondo certe fonti, i principali pozzi del giacimento saranno riempiti d'acqua verso il 2010 e il tasso di recupero diminuirà molto.